# 多爾露明
在托爾金（J. R. R. Tolkien）的小說裡，多爾露明（Dor-lómin） 是中土大陸希斯隆（Hithlum）地區的一個地方。
多爾露明即是「森林精靈之地」（Land of Echoes），位於米斯林西南部，東面以米斯林山脈（Mountains of Mithrim）為邊界，北面以一條河流為邊界。
諾多精靈抵達中土大陸後，開始在多洛明聚居，這裡被芬國昐（Fingolfin）之子芬鞏（Fingon）統治，芬鞏在成為諾多族最高君王之前已是多爾露明的領袖。
這時，伊甸人（Edain），即哈多族（House of Hador）進入了貝爾蘭（Beleriand），芬鞏以多洛明地區作為哈多人的封地。
高多（Galdor）之子胡林（Húrin）是多爾露明最後一位伊甸人首領，居住在多爾露明的西南角，接近阿蒙達斯勒（Amon Darthir），這裡也是寧菈萊絲河（Nen Lalaith）的發源地。尼南斯·阿農迪亞德戰役（Nirnaeth Arnoediad）後，哈多人遭到重創，東方人（Easterlings）進駐多爾露明，胡林之侄圖爾（Tuor）被精靈撫育。
與米斯林的其他地區一樣，多爾露明在憤怒之戰（War of Wrath）期間被摧毀。